# 2020 MK53
2020 MK53 est un objet transneptunien, mal connu avec un arc d'observation de seulement trois jours. Il a été découvert en cherchant une cible potentielle pour la sonde New Horizons. Compte tenu de son arc de données très court, la seule information fiable concerne sa portée (156 ± 4 UA) et sa vitesse de portée (-0,04 km/s), ce qui suggère qu'il est proche de son aphélie.

## Caractéristiques
2020 MK53 mesure environ 566 km de diamètre.